# Gonocerus insidiator
Gonocerus insidiator è una specie specie insetto eterottero della famiglia Coreidae.

## Distribuzione e habitat
Gonocerus insidiator è una specie olomediterranea, che si trova principalmente in Francia, Grecia, Italia, Portogallo e Slovenia. Vive principalmente nei boschi fluviali.